# Oxford Canadians
Oxford Canadians byl anglický amatérský klub ledního hokeje, který sídlil ve městě Oxford v nemetropolitním hrabství Oxfordshire. Založen byl v roce 1905 kanadskými studenty Oxfordské univerzity. V roce 1910 se měl stát účastníkem Mistrovství Evropy v ledním hokeji. Kongres tehdy zvažoval i možnost hrát mistrovství světa, v němž by Oxford reprezentoval Kanadu. Sešlo ale z toho a Oxford se zúčastnil mimo soutěž. Vítězní Britové s nimi doma prohráli, a v Les Avants se jim raději vyhnuli. Oxford porazil Němce 4:0, Belgičany 6:0 a Švýcary 8:1.
V letech 1911–1912 se Canadians po úspěších na ME zúčastnili Turnaje LIHG. První rok v turnaji klub zvítězil bez ztráty bodu, druhý rok se umístil na stříbrné pozici. Zanikl v roce 1914 v důsledku vypuknutí první světové války. Klubové barvy byly červená a bílá.
Zajímavostí je, že Canadians vůbec jako první klub na světě použil červený javorový list jako logo na svůj dres.

## Získané trofeje
- Hokejový turnaj v Bruselu ( 1× )
  - 1910
- Hokejový turnaj v Les Avants ( 1× )
  - 1911
- Turnaj LIHG ( 1× )
  - 1911